# Deltarune
《Deltarune》（又译作）是一款由獨立遊戲製作人Toby Fox開發的章節式電子角色扮演遊戲，是传说之下系列的第二作。玩家將在遊戲控制一名與怪物一同生活在地表的人類──克里斯，與怪物苏西以及來自黑暗世界的王子利艾尔斯一同踏上拯救世界的旅程。為了封印預言中將導致世界毀滅的黑暗之泉，他們在旅途中結識了朋友和敵人。戰鬥系統採用回合制，並融合了彈幕要素，與《传说之下》類似，敵人可以透過戰鬥或和平方式解決。
《三角符文》的開發始於2012年，比《传说之下》發售早三年。雖然部分角色相同，但故事設定於不同的世界觀。遊戲在玩法上與《传说之下》相似，但戰鬥系統進行了大幅改動，引入了多名隊友的機制。第一章和第二章分別於2018年10月31日和2021年9月17日免費發佈，第三章和第四章於2025年6月4日發佈。遊戲最初登陸Windows和macOS，並於2019年移植至任天堂Switch和PlayStation 4，以及於2025年移植至任天堂Switch 2和PlayStation 5。目前已推出的章節因其音樂、角色和幽默感獲得了廣泛好評。

## 遊戲操作
本作的戰鬥系統基本上承襲自《传说之下》的系統，採用回合制形式進行，玩家操作名為克里斯的人類角色，並與其他非玩家角色組成隊伍參與戰鬥。玩家每回合需同時為全體隊員選擇行動，指令包含「戰鬥（FIGHT）」、「行動（ACT）」、「道具（ITEM）」、「魔法（MAGIC）」(貌似是SPELL）、「饒恕（SPARE）」與「防禦（DEFEND）」等，遊戲中指令名稱皆以全大寫字母呈現。
戰鬥機制仍包含「彈幕地獄」（bullet hell）式閃避挑戰。玩家控制的心形靈魂需在限定區域內移動，以閃避敵方的彈幕攻擊。敵方攻擊可能隨機鎖定任一隊員或全體成員，若成功防禦或使攻擊接近而未命中（即所謂的「擦彈」），可提升「緊張點數」（TP, Tension Points），該計量表可用於施展魔法或技能。例如角色利艾尔斯可透過魔法讓疲憊的敵人昏睡。
遊戲取消了《传说之下》中的隨機遭遇戰系統，敵人會直接顯示在地圖上，玩家可選擇避開或主動接觸以進入戰鬥。地圖同樣包含解謎關卡與突發攻擊事件，保持探索與策略並重的風格。
若選擇攻擊，玩家需在準確時機出手以提升傷害，但本作無法像前作那樣直接殺死敵人。透過「行動」與敵人互動，可能使其失去戰意或進入疲倦狀態，此時可選擇「饒恕」或施展和平類魔法以結束戰鬥。當隊員的生命值（HP）降至0時，該角色會倒地且無法行動，之後每回合會緩慢回復至1點HP，或透過治療技能復活。若全員HP均歸0，戰鬥即宣告失敗。

## 故事簡介
《三角符文》的劇情橫跨多個章節，雖然存在《传说之下》中的部分角色與元素，但其背景設定於一個截然不同的宇宙中。玩家將扮演一名名為克里斯的人類青少年，生活在一座以怪物為主要居民的小鎮中。某日，克里斯與性格叛逆的同班同學苏西一同前往校園的儲藏室，卻意外被捲入一個名為「黑暗世界」（Dark World）的異空間。
在那裡，他們遇見自稱為黑暗世界王子的利艾尔斯，後者告訴他們關於黑暗噴泉（Dark Fountains）的存在。這些噴泉是黑暗世界形成的能源來源，而理論上世界只能存在一座噴泉。然而，一名身份不明的騎士（Knight）創造了新的黑暗噴泉後，進而威脅到光與暗兩個世界之間的平衡。根據預言，「三位英雄」（Heroes of Light）將封印這些噴泉以恢復秩序。隨著東方出現新的噴泉，克里斯、苏西與利艾尔斯組成隊伍，前往卡片王國（Card Kingdom）試圖封印噴泉，並在旅途中與更多暗之民（Darkners）相遇。
隨著劇情推進，克里斯等人逐步穿越多個黑暗世界。每個黑暗世界皆由主世界中的特定地點轉化而成，並擁有獨特的統治者與特定主題風格。例如由名為女王的人工智慧電腦統治的賽博世界（ Cyber's World），擬人化電視角色特纳控制的TV世界、鎮上教堂形成的黑暗聖域等。玩家可根據各章節探索不同地圖，並在主世界與黑暗世界之間移動。
此外，遊戲亦包含一條隱藏的「替代路線」（Alternate Route），允許玩家透過特定選擇改變劇情發展與角色命運。

## 角色

### 主要角色

#### 光之民
克里斯（クリス）
玩家可操作角色，小鎮內唯一的人類，性別不明，為Toriel與Asgore撫養的小孩，兄弟Asriel正在外地上大學。
苏西（スージィ）
克里斯的同班同學，其他同學與老師眼中的惡霸。與克里斯意外墜入了黑暗王國。
利艾尔斯（ラルセイ）
自稱來自黑暗的王子，向墜入黑暗王國的克里斯與苏西訴說傳說，並成為了隊伍的旅伴，並指導了第一次的戰鬥教學。

### 黑暗世界

#### 第一章
兰瑟（ランサー）
黑桃國王的兒子，頭呈淚珠狀，擁有一張大嘴和一條矚目的藍色舌頭的黑桃。最終則加入隊伍並成為了可靠的盟友。
如果全部招募所有卡片王國的暗之民，Lancer會推翻自己的父親並篡位成為新國王。
第二章起他便會進入Kris的口袋裡開始各處黑暗世界的旅遊。
塞姆（ヌイ）
遊戲中在平原可遇到的第一個商人，長相像布偶的暗之民。
卢斯.卡德（ルールノー・カァドー）
居住在卡片王國的暗之民，自稱為「謎題公爵」。
第二章起他便會進入Kris的口袋裡開始各處黑暗世界的旅遊，有時會反目向Kris對戰。
国王（キング）
第一章的主BOSS，黑桃國王，黑暗王國的四個國王之一，Lancer的父親。
如果全部招募所有卡片王國的暗之民，Lancer會推翻他並被關進形似倉鼠牢籠裡。
杰威尔（ジェビル）
被關押在卡片王國「？？？？？？層」的著小丑裝束的暗之民，為第一章的隱藏Boss。
星之行者
卡片王國森林裡的隱藏角色，只有與它對話後它才會在其他區域再次出現，相似於Undertale的紀錄光點。
如果第一章有和它互動的話，第二章起它便會進入Kris的口袋裡開始各處黑暗世界的旅遊。
咆哮騎士（咆哮の騎士）
擁有開啟黑暗之泉、創造黑暗世界能力的力量的神秘人物。在第三章中作為隱藏Boss首次登場。

#### 第二章
女王（クイーン）
第二章的主BOSS，統治着賽博世界的女王，一位高大苗條，黑藍白相間的暗之民。
斯维特·凯本·凯克斯（スイート・キャップ・ケーキ）
以音樂組合為名義活躍於賽博平原的反叛軍三人組，個別為甜甜（スイート）、頭兒（キャップ）及K_K。
為籌措資金經營著一間廢品商店，偶而接受委託使用廢品建造大型機械。
如果全部招募所有賽博世界的暗之民，它們會在Ralsei的黑暗王國創立音樂室。
骇客（ハッカー）
可在賽博平原遇見的鼠標型暗之民。
任呜管理器（タスクマネージャー）
打扮長著貓耳朵的馴獸師，身邊還有幾個被稱為「Darkner」的貓形爪牙陪伴。
努伯特
紅色腫塊型暗之民。如果全部招募所有賽博世界的暗之民，它便會搬進Ralsei的黑暗王國。
斯潘顿
全名為斯潘顿 G. 斯潘顿，具有木偶外型的神秘推銷員，口頭禪為「大人物（BIG SHOT）」。
將自己轉移入位於女王宅邸地下室的機器人後的型態被稱為斯潘顿 NEO，為第二章普通路線的隱藏Boss。

#### 第三章
安特.特纳
第三章的主BOSS，托丽尔家中的舊式電視幻化而成的暗之民。充滿活力，風格鮮明的電視節目主持人。
最後遭到咆哮騎士攻擊，如果全部招募所有TV世界的暗之民，他就能存活。
拉尼诺與埃尔尼娜（エルニーナ&ラニーノ）
Tenna節目組的氣象預報員搭檔，Elnina負責降雨預報，Lanino則掌管晴天。兩人既是戀人也是戰鬥夥伴。
阴影人（シャドウガイ）
黑幫風格的暗之民。
舒塔（シャッタア）
體型修長的暗之民。
兰布

#### 第四章
杰克斯坦（ジャックシュタイン）
頭戴南瓜燈的大型暗之民。因自己的恐怖面孔，它不願與人相處。
如果全部招募所有黑暗聖域的暗之民，它就能存活。
麦克

### 小鎮居民

#### 托丽尔家
托丽尔（Toriel，トリエル）
白色山羊型怪物，克里斯與艾斯利尔的母親。小鎮學校的校長，與艾斯戈尔曾為夫妻，但目前分居中。
艾斯戈尔（Asgore，アズゴア）
白色山羊型怪物，克里斯與艾斯利尔的父親。擁有一間名為「花王」的花店。
艾斯利尔（Asriel，アズリエル）
目前僅在背景故事所提及，克里斯的兄弟，目前正在外地上大學，在小鎮內相當受歡迎。

#### 學校
诺艾尔.霍乐迪（ノエル・ホリデー）
第一章登場，也是自第二章開始的主要可玩角色之一，是克里斯的同學和鄰居之一。
長相甜美且成績優異，但異常膽小，外表類似馴鹿的怪物，分組報告與伯德利同組，而對於苏西的感情相當在意。
伯德利（バードリー）
第一章登場，也是自第二章開始的關卡級角色之一，克里斯的同班同學。戴眼鏡的藍色鳥型怪物，分組報告與诺艾尔同組。
卡蒂（カッティ）
黑白貓型怪物，克里斯的同班同學，凯蒂的妹妹。寡言少語，會在課堂上使用手機。
乔金顿（ジョッキントン）
戴著棒球帽和墨鏡的藍綠色蛇型怪物，克里斯的同班同學。
艾菲斯（アルフィー）
黃色蜥蜴或恐龙型怪物，克里斯班級的老師。委派分組報告時將克里斯與苏西分為一組。

#### 其他
安戴因（アンダイン）
藍色魚人怪物，小鎮的警長。
第三章來到托丽尔家裡遭咆哮騎士強行抓進南邊的防空洞裡，目前下落不明。
'鲁道夫'"鲁迪'.霍乐迪（ルドルフ・ルーディ）
深紅色鹿型怪物，诺艾尔的父親，目前因生病在醫院療養。
卡罗尔.霍乐迪（キャロル・ホリデー）
鹿型怪物，诺艾尔的母親，小鎮鎮長。有著冰冷的氣息。
蒂斯.霍乐迪（ディセ・ルーディ）
Noelle的姐姐，對話中只提到了她的名字。
杉斯（サンズ）
骷髏型怪物，剛搬來小鎮、疑似小鎮雜貨店的店主。帕派瑞斯是他弟弟。
帕派瑞斯（パピルス）
骷髏型怪物，剛搬來小鎮,目前未登场。
格森·布姆（ガーソン・ブーム）
烏龜，小鎮中的著名歷史學家、作家、教師。已逝世。
第四章作為暗之民登場。過去號稱「正義之槌」的英雄，為第四章的隱藏Boss考驗苏西。

## 開發
《Deltarune》的創作構想可追溯至2011年，當時Toby Fox在大學期間曾因高燒做了一場夢。在夢中，他看見了一款電子遊戲的結局，因而萌生將其實現為真實遊戲的念頭。此外，Fox亦受到藝術家Kanotynes於Tumblr發表的一系列撲克牌設計啟發。遊戲的初步開發始於2012年，但在完成首個場景前便被擱置。部分原先構思的配樂後來被沿用至《Undertale》，其中最具代表性的包括原設定為主戰鬥主題的旋律（最終成為Papyrus的戰鬥曲〈Bonetrousle〉）以及〈Joker Battle〉一曲（後改編為Toriel的戰鬥主題〈Heartache〉）。
與《Undertale》相比，《Deltarune》的製作過程更為艱難，主要原因包括更高品質的圖像呈現、全新設計的戰鬥系統，以及Fox本人的心理狀態等因素。。曾參與《Undertale》角色美術設計的Temmie Chang，在《Deltarune》中擔任主要美術設計，負責角色造型、像素圖與動畫設計。
Fox在遊玩《逆轉裁判》系列後，開始構思角色Susie的形象。其初始設計以綾里真宵為原型，原先設定為「可愛又親切」的角色，但隨著創作進展，Susie的形象逐步演變為更具「地痞」氣質的角色。Fox也曾計畫為一位未具名角色設計火焰系魔法，儘管他對此類魔法並不擅長，該構想最終未被納入第一章內容。
《Deltarune》是以GameMaker Studio 2為游戏引擎，並導入全新設計的戰鬥系統，其風格更接近《Final Fantasy》系列，與《Undertale》較為類似《地球冒險系列》的戰鬥機制有所不同。儘管本作包含多首全新配樂，仍有部分音樂元素源自《Undertale》。與前作不同，Fox表示《Deltarune》將僅有一種結局。

### 初始章節
在前一日預告與《Undertale》相關的新消息後，Toby Fox於2018年10月31日免費發布《Deltarune》第一章.。該章最初以「問卷程式」（survey program）為名釋出，並被描述為「專為已完成《Undertale》的玩家設計的遊戲」。由於Fox對《Deltarune》的構想規模遠大於《Undertale》，他表示為完成整部作品，需組建開發團隊並以完整套裝形式發行。2018年11月，《Deltarune》官方與Fangamer合作推出多項週邊商品，包括T恤、海報、絨毛玩偶、徽章組、鑰匙圈，以及Deltarune第一章原聲帶的CD與黑膠唱片原聲帶。
2019年2月13日，任天堂於Nintendo Direct活動中宣布，第一章將於2月28日登上Nintendo Switch平台。2月21日，PlayStation官方推特亦宣布PlayStation 4版本將於同日推出。Switch與PlayStation 4版本由8-4公司負責開發與發行。
第二章的開發於2020年5月展開。除持續擴充劇情與角色設計外，Fox亦花費大量時間嘗試使用其他遊戲引擎取代GameMaker Studio 2，惟最終仍認為原有引擎最適合本專案。他以第一章為基礎展開後續製作，開發團隊除Fox與Temmie Chang外，另有少數新成員加入。Fox表示第二章可能為全作篇幅最長的一章，主因為動畫過場數量眾多，登場角色亦大幅增加。在2020年的一項開發更新中，Fox透露由於手腕與手部傷勢導致進度延宕，並因而考慮擴大團隊規模，最終收到超過一千份應徵申請。
2021年9月，為慶祝《Undertale》發售六週年，Fox在直播中宣布第二章將於兩日後，即9月17日於PC與Mac平台免費發布。他於官方部落格中表示，考量嚴重特殊傳染性肺炎疫情下全球環境艱難，期望透過免費釋出帶來些許慰藉。Nintendo Switch與PlayStation 4版本亦於9月23日更新加入第二章內容，並與當日的Nintendo Direct同步推出。

### 付費發布和更多內容
《Deltarune》最初規劃將第三、第四與第五章以單一付費套裝形式發行。至2022年，這三章已同步展開開發。至2023年9月，第三章已完成可自始至終遊玩的版本。惟由於開發進度延宕，Fox於同年10月宣布，初期付費版將僅包含第三與第四章。2024年初，Fox聘任一名製作人，並為第四章設定內部完成期限（9月1日），該目標已如期達成。
2024年稍後，Fox透露第三與第四章已進入语言本地化與主機移植階段，預計於翌年推出，同時第五章的開發亦已啟動。於2025年4月舉行的Nintendo Switch 2 Direct活動中，官方宣布《Deltarune》將作為Switch 2首發遊戲之一，於2025年6月5日推出付費版本。
Fox隨後於5月9日公布，PS4、Switch、PS5與PC版本將於2025年6月4日在西方地區發售，日本地區則於6月5日凌晨零時上架。該版本將收錄前四章內容，未來章節則將以免費更新形式釋出。

《Deltarune》主選單顯示本作共分為七章。第四章的片尾字幕顯示下一章將於2026年發布。

## 反應

### 第一章
《Deltarune》第1章與《Undertale》相比反響強烈，得到了Kotaku的記者傑森·施賴爾和Rock Paper Shotgun的多米尼克·塔拉森（Dominic Tarason ）的好評，許萊爾稱讚該遊戲從《Undertale》的元素得到了提煉，稱之為“振奮人心的複興” 。塔拉森則同意“DELTARUNE”的“製作預算更高” 。Nintendo Life的米奇·沃格爾 (Mitch Vogel)則提出不同的主張，他表示，“鑑於當時《Undertale》在上市時是多麼嶄新，《Deltarune》只是在重複同樣的事情，這有點令人失望。”
許多對遊戲高評價則包含背景音樂本身，許萊爾稱“音樂是最足夠的賣點，塔拉森則將音樂描述“新鮮而新穎”，米切爾·帕頓（Mitchell Parton）形容該音樂擁有「情感和堅實」，並驚訝所有的一切全都是由Toby Fox獨自一人所創作。。RPG粉絲亞當·魯爾斯（Adam Luhrs）則稱讚Fox的音樂與前作之間的巧妙運用， Gamespot的邁克爾·海厄姆（Michael Higham）則讚許《Deltarune》的音樂與《Undertale》的相似性，顯示著兩個世界觀的關聯性。
塔拉森喜歡《Deltarune》的像素画藝術，認為此次遊戲的畫面比《Undertale》更詳細和更具表現力，海厄姆則進一步表示，《Deltarune》的使用少許信息講述龐大故事的能力，是其最大的優勢，並且將角色的表情、心境和肢體語言發揮得淋漓盡致。 此外獨特的遊戲系統也受到極高的評價，帕頓將稱之為“獨一無二”，沃格爾將戰鬥系統描述「在前作後中實現良好的擴展」  不過海厄姆則對某些戰鬥場景提出了批評。
Polygon的阿萊格拉·弗蘭克（Allegra Frank）表示幽默感是《Deltarune》的“特色”之一。沃格爾同意，稱其故事相當幽默“詼諧”，也令人信服” 海厄姆則稱劇情加入的效果為“詼諧的文筆、靈巧的小廢話、荒誕的幽默會讓你笑得合不攏嘴。
帕頓和塔拉森則專注在角色設計本身，塔拉森稱讚該遊戲塑造一群新穎又可愛的角色，帕頓則表示登場的角色有著「從毫無疑問的可愛到噩夢般的令人不安」的反差對比。。
沃格爾批評了黑暗世界的表達概念，雖然看起來比《Undertale》好些，然而卻幾乎感受不到暗之民生活的凝聚力，此外走廊稀疏的設計也遭到部分批評。

### 第二章
Screen Rant对第二章的评分为4.5分（共5分），认为“体验版的质量已经相当于完整版的质量，以至于等待下一章更难了”，与第一章相比，它认为“游戏对其发展方向更有信心，更愿意让玩家塑造其中角色的命运”。
Ana Diaz在Polygon撰文称，第二章的主题是“欢迎”，同时也声称“游戏世界是一个严峻的挑战”。她赞扬了第二章的幽默部分，并指出它“使前作Undertale提出的道德和伦理问题复杂化，同时为第一章开始的故事增添了新的内容”。
Mary Clarke在今日美國的网站For The Win提到，游戏中的冰封线改变了她对游戏的思考方式，她说“游戏旁白中用我们称呼玩家的部分，是冰封线中最令人心寒和难过的部分”。
在第二章发布后，Steam上的试玩版（包括第一章和第二章）达到了约100000在线玩家，比Undertale的任何时候都要多。

### 第三、四章
第三章與第四章發佈後，儘管本次更新改為付費發行，但在Steam平台上吸引了約130,000名同時在線玩家，數量超過第一、二章免費試玩版的最高同時在線紀錄。 此外，《Deltarune》在第三與第四章推出時，也一度成為Steam平台上營收最高的遊戲之一。
Game8評論員艾莉桑德拉·雷耶斯（Allisandra Reyes）給予第三與第四章86分（滿分100），評價比第一與第二章高出兩分。她認為新章節在語調、結構與野心上展現了「一大飛躍」，並讚揚劇情更為深刻且具有情感共鳴，遊戲設計上亦融入更多實驗性玩法。不過，她也批評第三章節節奏拖沓，劇情上較為曲折，形容其更像是一段「支線插曲」，而非主線推進。

## 獎項
遊戲音樂在2019 年的遊戲音頻網絡協會獎（GANG Awards）中獲得觀眾票選獎的提名。

## 外部連結
- 官方网站